# Buslijn 64 (Delft)
Buslijn 64 is een buslijn van EBS in de regio Haaglanden, in de Nederlandse provincie Zuid-Holland. Deze lijn behoort bij de stadsdienst van Delft.

## Route
De lijn verbindt NS-station Station Delft via De Hoven Passage en door de wijk Voorhof met wijk Tanthof.

## Geschiedenis
In 1948 werd door de Westlandsche Stoomtramweg Maatschappij een stadsdienst in Delft ingesteld. Er kon in de toen nog niet zo uitgebreide stad worden volstaan met 2 lijnen, de A en de B- route gereden vanuit de garage in Loosduinen.In 1965 werd de naam veranderd in Westlandse Streekvervoer Maatschappij die in 1969 opging West Nederland

### 1991
Deze lijn ging rijden in 1991, van Tanthof naar Delftse Hout. De route was redelijk parallel aan buslijn 60. Lijn 64 reed in Tanthof via de nieuwe Hoogwaardige Openbaar Vervoer Baan, maar lijn 60 niet. En lijn 60 reed een omweg via Huize Stefana, en dat deed lijn 64 niet.

### 1995
Vanaf 1995 blijft lijn 64 als enige over op de route Tanthof - Voorhof - Delftse Hout.

### 2006
Lijn 64 werd voorlopig opgeheven. De route wer grotendeels overgenomen door lijn 80, dus er veranderde eigenlijk niet veel.

### 2015 - 2018
- 15 februari 2015: Vanaf dienstregeling 2015 werd in het lijnennet orde op zaken gesteld. Door een aantal lijnen te vernummeren, ontstonden bundels van lijnen in de 3x, 4x, 5x, 6x en 7x-serie.  Ook Buslijn 80 werd omgenummerd, en daarmee keerde lijn 64 terug. In de route en dienstregeling vonden (vrijwel) geen wijzigingen plaats. Daarnaast werd het nieuwe busstation aan de centrumkant van Station Delft in gebruik genomen. Het busstation aan de achterkant van het station vervalt.
- 11 december 2016: De buslijnen in de concessie Haaglanden werden vanaf deze datum geëxploiteerd door Connexxion.

### 2019-heden
- 14 februari 2019: Door werkzaamheden aan de Sint Sebaastiansbrug is lijn 64 tot medio 2020 vanaf Delft Tanthof ingekort tot de halte Zuidpoort. De haltes Camping t/m Botanische Tuin worden aangedaan door de tijdelijke lijn 63.
- 25 augustus 2019: Op 25 augustus 2019 ging de concessie Haaglanden Streek van start, die na een aanbestedingsprocedure werd gewonnen door EBS. De route van lijn 64 werd hierbij ingekort tot een traject tussen Station Delft en Tanthof. Lijn 63 nam het deel naar de Delftse Hout over. De frequentie werd verhoogd in de spits naar 8x per uur, in de daluren en zaterdag naar 4x per uur. In de avond en op zondag blijft de frequentie 2x per uur. In 2024 is dit nog hetzelfde.

## Dienstregeling
Lijn 64 wordt uitgevoerd door EBS met een toegankelijke lagevloerbus, type VDL Citea LLE-99 Electric. 
Lijn 64 rijdt met de volgende frequentie:
| Spits  | Spits (vakantie) | Dal    | Avond  | Zaterdag | Zondag |
| ------ | ---------------- | ------ | ------ | -------- | ------ |
| 4x/uur | 4x/uur           | 4x/uur | 2x/uur | 2x/uur   | 2x/uur |